# Not Such an Innocent Girl
Singles de Victoria Beckham
A Mind of Its Own
(11 février 2002)
Not Such An Innocent Girl est une chanson de la chanteuse britannique Victoria Beckham, sortie le 17 septembre 2001. La chanson est le 1er single extrait du 1er album homonyme de Victoria Beckham.
La chanson est un succès en s'érigeant à la 6e place au UK Single Chart.

## Accueil
La chanson reçoit des critiques positives et est un succès en s'érigeant à la 6e place au UK Single Chart,,.

## Vidéoclip
Le vidéoclip à l'esthétique futuriste en 3D démontrant Victoria en train de chanter avec des courses de motos volantes, devient culte et est considéré comme l'un des plus beaux de ces trois dernières décennies,,. 

## Titres
Royaume-Uni (CD)
1. Not Such an Innocent Girl – 3:16
2. In Your Dreams – 3:50
3. Not Such an Innocent Girl (Sunship Mix) – 5:15

Royaume-Uni (DVD)
1. Behind the Scenes Footage of Victoria (video) – 0:30
2. Not Such an Innocent Girl (video) – 3:37
3. Behind the Scenes Footage of Victoria (video) – 0:30
4. Not Such an Innocent Girl (Robbie Rivera's Main Mix) – 6:56
5. Behind the Scenes Footage of Victoria (video) – 0:30
6. Not Such an Innocent Girl (Sunship Dub) – 5:15
7. Behind the Scenes Footage of Victoria (video) – 0:30

Australie (CD)
1. Not Such an Innocent Girl – 3:19
2. In Your Dreams – 3:52
3. Not Such an Innocent Girl (Sunship Mix featuring M.C. RB) – 5:17
4. Not Such an Innocent Girl (Robbie Rivera Main Mix) – 6:59
5. Not Such an Innocent Girl (Robbie Rivera's 3AM Dark Mix) – 8:08

## Classements
| Classement (2001)                      | Peak position |
| -------------------------------------- | ------------- |
| Australie (ARIA)                       | 36            |
| Belgique (Flandre Ultratop 50 Singles) | 14            |
| Brésil                                 | 94            |
| Irlande (IRMA)                         | 23            |
| Italie (FIMI)                          | 32            |
| Pays-Bas                               | 17            |
| Romanie                                | 67            |
| Écosse (OCC)                           | 10            |
| Espagne (PROMUSICAE)                   | 15            |
| Turquie                                | 1             |
| Royaume-Uni (UK Singles Chart)         | 6             |